# Báruk könyve
A Báruk könyve a katolikus Biblia egyik deuterokanonikus könyve.

## Keletkezése
Ősi zsidó könyv, melyet a Kr. e. 600 körül élő zsidó herceg, Bárukról neveztek el, aki Jeremiás közeli barátja volt (Jer36:4). Bár található ennek a könyvnek szír, etiópiai, latin és más ősi nyelvű változatai, azok mind a görög fordításának tekinthető, mely a héber eredetiből származik. Kritikusok nagyon nem értenek egyet a Báruk származásának dátumait illetően és némelyek eredetiségét is megkérdőjelezik, azt különböző szerzők írásainak gyűjteményének tekintik. A Báruk 2. és 3. könyvét, vagyis a szír és görög apokalipsziseket már az ókorban hamisítványoknak ítélték. Minthogy nincs róla eredeti héber nyelvű fordítás a zsidó és a protestáns kánonokból Báruk könyve hiányzik. Még a kumrani barlangban sem találtak erről szöveget.

## Mondanivalója
Báruk könyvének fő tartalma egy, a fogságban lévő zsidóktól a még otthon maradottakhoz írt üzenet, egy a bűnök megvallására és isteni kegyelem kérésére buzdító imádsággal és egy énekkel együtt, mely az isteni bölcsességet dicsőíti a Bölcsességnek a Tóra (azaz az Isten törvénye) formájában való megtestesülésére való utalással. Ez utóbbit a korai egyház Jézus megtestesülésére vonatkozó célzásként, az elesett Jeruzsálemet siralmazók vigaszaként értelmezte. Végül a 6. fejezetben Jeremiásnak a bálványimádás ellen való figyelmeztetését olvashatjuk, melyet a fogságban lévőknek írt (Jeremiás levele). Liturgikus fontossága  rejlik benne, mintha bűnbánati napra készült volna.